# Dunstable Downs
Dunstable Downs är en klint i Storbritannien.   Den ligger i kommunen Central Bedfordshire i England, i den södra delen av landet, 50 km nordväst om huvudstaden London. Dunstable Downs ligger 243 meter över havet. Närmaste större samhälle är Luton, 8 km öster om Dunstable Downs. Trakten runt Dunstable Downs består till största delen av jordbruksmark.